# De Straal
De Straal was een Nederlandstalig blad in de Verenigde Staten. Het Vlaams-nationalistisch tijdschrift, dat in 1925 werd opgericht, was bedoeld voor de Vlaamse immigranten die zich in Amerika gevestigd hadden. Het weekblad heeft het niet lang volgehouden en hetzelfde jaar stopte het met bestaan. Het blad was bedoeld om de nationaal-Vlaamse gedachte te propageren bij Vlamingen in Amerika. De Gazette van Detroit is echter wel een succesvolle Nederlandse krant in de Verenigde Staten.